# Шан пре Фрож
Шан пре Фрож (фр. Champ-près-Froges) насеље је и општина у источној Француској у региону Рона-Алпи, у департману Изер која припада префектури Гренобл.
По подацима из 2011. године у општини је живело 1240 становника, а густина насељености је износила 248,0 становника/km². Општина се простире на површини од 5 km². Налази се на средњој надморској висини од 320 метара (максималној 826 m, а минималној 220 m).

## Демографија
| 1962. | 1968. | 1975. | 1982. | 1990. | 1999. | 2011. |
| ----- | ----- | ----- | ----- | ----- | ----- | ----- |
| 577   | 556   | 701   | 924   | 1.008 | 1.158 | 1.240 |

График промене броја становника у току последњих година